# 日野市市民の森スポーツ公園
日野市 市民の森スポーツ公園（ひのししみんのもりスポーツこうえん）は、公園及び市民陸上競技場を併設する日野市の運営する施設である。

## 概要
日野市の運営する陸上施設。一部の敷地は国有地を借り受けている。道路を挟んで向かい側には、同じく日野市の施設である日野市市民の森ふれあいホールがある。

## 施設
- 市民陸上競技場
  - 広さ 17,277.24m2[2]
  - トラック：400m×7レーン
  - サンドベース人工芝[3]
  - 営業時間：9:00 - 17:00[4]
- 会議室[2]
- 遊具[1]
- ランニングコース[1]
- 駐車場[1]
  - 営業時間：6:00 - 24:00
  - 30台、2012年（平成24年）4月より有料[1][5]

## アクセス
- JR中央本線 日野駅から徒歩11分。
- 多摩都市モノレール 甲州街道駅より徒歩13分。
- 立日橋から徒歩5分[5]。